# Alessandro Malaguti
Alessandro Malaguti (Forlì, 22 settembre 1987) è un ex ciclista su strada italiano, professionista dal 2011 al 2016.

## Carriera
Esordisce da professionista nel 2011 con la formazione italo-ungherese Ora Hotels-Carrera, con cui vince la quinta tappa della Vuelta al Uruguay.
Si trasferisce quindi alla Miche-Guerciotti nel 2012, per poi passare all'Androni Giocattoli-Venezuela. Con il team italiano ottiene nel marzo 2013 la prima vittoria da professionista in Europa, la Route Adélie de Vitré, vincendo in volata su altri sedici corridori. L'anno dopo si trasferisce alla Vini Fantini-Nippo. Nel mese di settembre termina al secondo posto finale il Tour de Hokkaido, vincendo la prima tappa.
Nel 2015 prende parte per la prima volta al Giro d'Italia. Alla sesta tappa si rende protagonista di una lunga fuga, ma è il 19 maggio 2015 nella decima tappa (da Civitanova Marche a Forlì) che il forlivese arriva a un passo dal successo sulle strade della sua città: dopo 200 km di fuga, Malaguti è terzo sul traguardo alle spalle di Nicola Boem e Matteo Busato, precedendo l'altro romagnolo Alan Marangoni. Nel 2016 passa al team Unieuro-Wilier: con la nuova maglia in stagione si classifica terzo al Tour du Maroc (e secondo nella tappa con arrivo a Ouarzazate) e quinto al Tour of Almaty; a fine anno annuncia il ritiro dall'attività professionistica per iniziare l'attività di preparatore ciclistico.

## Palmarès
- 2008 (Calzaturieri Montegranaro, una vittoria)

Coppa del Mobilio, prova a cronometro
- 2009 (Calzaturieri Montegranaro, una vittoria)

Gran Premio San Giuseppe
- 2011 (Ora Hotels-Carrera, una vittoria)

5ª tappa Vuelta al Uruguay (Pueblo Eucalipto > Salto)
- 2013 (Androni Giocattoli, una vittoria)

Route Adélie (Vitré > Vitré)
- 2014 (Vini Fantini-Nippo, una vittoria)

1ª tappa Tour de Hokkaido (Chitonese City > Shintoku Town)

## Piazzamenti

### Grandi Giri
- Giro d'Italia

2015: 154º